# 唐·科林斯
唐纳德·科林斯（英語：Donald Collins，1958年11月28日—），美国NBA联盟前职业篮球运动员。他在1980年的NBA选秀中第1轮第18顺位被亚特兰大鹰选中。